# Ali mrtvi sanjajo?
Ali mrtvi sanjajo? je vojni roman slovenskega pisatelja Urbana Klančnika, ki je izšel leta 2012 pri Založbi Spirea. 
Knjiga večinoma temelji na resničnih dogodkih, katere je avtor pridobil s pogovorom z domačini, ki so drugo svetovno vojno izkusili na lastni koži. Delo je lektorirala Petra Skrivarnik, naslovnico pa je oblikoval Tomaž Kolar.

## Vsebina
Ali mrtvi sanjajo? opisuje dogajanje na bojiščih ruske fronte v drugi svetovni vojni in istočasno v Sloveniji, sploh na ozemlju današnje Koroške in Podgorja. Delo na mučen, a realističen način opisuje sfero človeške psihe, ki jo prebudi vojna. Roman je podan v kronoloških zapisih med 6. aprilom 1941 in  14. avgustom 1945, začne in zaključi pa se z refleksijo dogodkov in občutenji udeleženca v vojni iz dne 14. avgusta 2009. 
Avtor se v delu ne opredeljuje med pripadniki ene ali druge skupine, ampak napada vojno samo. Želel je dati vpogled v človeške osebnosti, ki se razvijajo znotraj vojne, in v prelome, ki jih je ta zmožna povzročiti v življenju posameznikov. 
Poleg samega vojnega dogajanja, zgodba prikazuje tudi človeške odnose, ki jih vojna kruto razdira. Vseskozi spremljamo Braneta, ki je bil na silo vzet družini in se prebija skozi vojno dogajanje z mislijo kako se bo lahko vrnil k njim. Medtem pa v njegovi družine pride do razdora, ki ga povzroči njegov sokrajan Viktor, ko v zla početja napelje Branetovo sestro Majdo. Njun mlajši brat Voranc se s svojim mišljenjem še dodatno zapleta zgodbo in nas sili v res podrobno dojemanje groznih početij.
Delo, ki spodbudi bralca h kritičnemu dojemanju vojne, kjer ni junakov – so samo ljudje, ki so primorani početi grozljive stvari. 